# Фулфилмент
Фулфилмент (от англ. fulfillment или брит. англ. fulfilment «выполнение, исполнение») — комплекс операций с момента оформления заказа покупателем и до момента получения им покупки. Термин используется без перевода. 
Как бизнес-услуга, фулфилмент наиболее востребован интернет-магазинами и часто передается на аутсорсинг фулфилмент-центрам. В фулфилмент-центрах оказывают услуги по хранению товара, а также там формируют, упаковывают, а затем отправляют полученные заказы из интернет-магазина в службу доставки.
Существует две основные схемы фулфилмента - FBS (Fulfillment by Seller), при которой продавец сам оказывает логистические услуги и FBO - (Fulfillment by Operator), когда услуги берёт на себя оператор (интернет-площадка).  При использовании FBS продавец передаёт упакованные товары маркетплейсу, который доставляет их покупателям. При FBO продавец заблаговременно отвозит товары на склад онлайн площадки, а принимает заказы, пакует и доставляет покупки маркетплейс. Третья популярная схема организации продаж через маркетплейсы и интернет-магазины - DBS (Delivery by seller) -  не предусматривает оказания услуг фулфилмента, потому что продавец сам доставляет товар покупателю напрямую, а продающая интернет-площадка работает как виртуальная витрина. 
Глобальный рынок фулфилмента в 2023 году оценивался в 110 млрд долларов США и планировался его рост к 2030 году до 272 млрд

## Услуги фулфилмента
Услуги фулфилмента включают в себя:
- приёмку товаров;
- хранение;
- обработку заказов;
- упаковку;
- отгрузку и доставку;
- обработку возвратов;
- обратная доставка на маркетплейсы.

При передаче в фулфилмент-центр набор конкретных операций фулфилмента может варьироваться, интернет-магазин может передавать на аутсорсинг как все бизнес-процессы, так и только какую-то их часть. Например, возложить обработку возвратов не на фулфилмент-центр, а на собственных сотрудников, или хранить товары на собственных площадях.

## Фулфилмент в России
Фулфилмент как услугу могут предлагать как специализированные логистические сервисы, так и маркетплейсы (например, формат FBO для Ozon). В России, в связи с распространением маркетплейсов, на данный момент наиболее популярен второй вариант - в третьем квартале 2023 года услугами фулфилмента от маркетплейсов Wildberries и Ozon пользовались 82% селлеров, в то время как логистические компании доставляли только в 7% случаев.  В 2024 году услуги фулфилмента предлагали более 20 коммерческих компаний, с 2019 года на этот рынок вышла государственная компания "Почта России"
В 2023 году оборот рынка фулфилмента в РФ вырос на 47% (с 64 до 94 млрд руб.), при этом быстрее рос сегмент FBO - на 73% . У отдельных игроков рынка фулфилмента в России показатели роста выше. Так, у "Почты России" за первое полугодие 2024 года объём услуг фулфилмента по схеме FBS вырос в четыре раза, а FBO - в шесть раз.